# Polmonite eosinofila acuta
Per  polmonite eosinofila acuta (PEA) in campo medico, si intende una forma di pneumopatia (malattia polmonare) interstiziale idiopatica. Diversi studi hanno portato a diversificarla dalla polmonite eosinofila cronica. A differenza di quest'ultima la polmonite eosinofila acuta è una malattia ad andamento acuto, che si verifica una sola volta nella vita e nessuna tendenza a recidivare. 

## Epidemiologia
Non esistono ad oggi studi adeguati che possano chiarire l'incidenza e la prevalenza di questo disturbo. La polmonite eosinofila acuta può insorgere in qualsiasi fascia d'età e colpisce prevalentemente il sesso maschile, in particolare soggetti tra 20 e 40 anni di età, con un rapporto maschi-femmine superiore a 20:1.

## Sintomatologia
Fra i sintomi e i segni clinici si riscontrano tosse, dispnea, dolore toracico, tachicardia, tachipnea, l'assenza di eosinofilia nel sangue periferico. Il quadro clinico più grave prevede l'insufficienza respiratoria (con segni di ipossiemia e ipocapnia), quando occorre si interviene utilizzando un sistema d'aiuto alla persona.

## Eziologia
Le cause rimangono sconosciute, ma probabilmente alcuni farmaci possono provocarla (come ad esempio ampicillina, minociclina e trazodone). Altri fattori che sono interessati ad uno sviluppo di tale polmonite sono esposizione ad ambienti polverosi o ad assunzione di tabacco. 

## Terapia
Sospensione dalla causa scatenante, assunzione di farmaci quali prednisolone 2 mg/kg. Studi clinici hanno dimostrato che il trattamento produce i suoi effetti entro due settimane dall'inizio della somministrazione.